# Acido α-linolenico
L'acido α-linolenico (ALA) è un acido grasso n-3 insaturo della serie omega-3 e a temperatura ambiente si presenta come un liquido incolore. Nella letteratura è anche chiamato 18:3 ω3.

## Caratteristiche
Chimicamente, l'acido alfa-linolenico è un acido carbossilico con una catena di 18 atomi di carbonio e tre doppi legami in cis, il primo doppio legame si trova sul terzo carbonio a partire dalla fine del gruppo metilenico della catena carboniosa. 
L'acido α-linolenico possiede un isomero: l'acido γ-linolenico o GLA, acido grasso della serie omega-6 che presenta tre insaturazioni in corrispondenza dei carboni 6, 9 e 12 (18:3 ω3).

## Ruolo biologico
L'Acido α-linolenico esercita un ruolo biologico dopodiché viene trasformato in EPA e DHA. L'acido linolenico è uno dei due acidi grassi essenziali che gli esseri umani e altri animali devono assumere con gli alimenti per mantenere uno stato di buona salute; ciò perché gli organismi lo richiedono per i vari processi biologici, ed anche perché non può essere sintetizzato, in modo endogeno, dagli stessi organismi ma occorre assumerlo con gli alimenti.
Questo acido grasso deve essere trasformato, dal corpo umano, in EPA (acido eicosapentenoico) e DHA (acido docosaesaenoico) che permettono di esercitare quegli effetti biologici che sono determinanti per il corretto funzionamento di alcuni organi importanti. Questo processo di conversione non sempre viene attivato ed è particolarmente inefficiente, perché consente di sfruttare dal 5% al 10% dell'acido α-linolenico assunto. Più precisamente il 7% di ALA viene convertito in EPA e di questo EPA l'1% viene convertito in DHA.

## Alimenti
È contenuto in ben pochi alimenti: olio di colza, olio di soia, i semi di lino, i semi di canapa, le noci, olio di germe di grano, Portulaca oleracea